# تامسولوسين
تامسولوسين عبارة عن مضاد لمستقبل الفا 1α وهذه المادة تعمل على إرخاء العضلات الملساء في البروستاتا والمثانة وتسهل عملية التبول بالإضافة إلى ذلك تقلل الإحساس بالحاح البول.
وهى تستعمل للشكاوي المتعلقة بالجهاز البولي السفلي والمرتبطة بتضخم غدة البروستاتا (فرط تنسج البروستاتا الحميد) وقد تشمل هذه الشكاوي: عسر التبول وسلس البول والحاح التبول المتكرر ليلا ونهارا.